# Babina (India)
Babina es una ciudad y acantonamiento situada en el distrito de Jhansi en el estado de Uttar Pradesh (India). Su población es de 27852 habitantes (2011). 

## Demografía
Según el censo de 2011 la población de Babina era de 27852 habitantes, de los cuales 16275 eran hombres y 11577 eran mujeres. Babina tiene una tasa media de alfabetización del 84,07%, superior a la media estatal del 67,68%: la alfabetización masculina es del 90,38%, y la alfabetización femenina del 75,07%.